# راننتسی
راننتسی (به بلغاری: Ranentsi) یک منطقهٔ مسکونی در بلغارستان است که در شهرستان کیوستندیل واقع شده‌است.